# 警察學校
警察學校、警察學院，簡稱警校，是一類培養警察的學校，學員在獲准進入警校前，一般會經過背景核查、考試、心理和體能測試，合格後方可入學。在警察學校，學員會學習成為警察的必須技能，以及刑事鑑識等專項能力。
一些國家地區的警察學校同時做為培養消防人員的學校，有些則設立消防學校。

## 各地的警察學校
在台灣，警察學校有中央警察大學和臺灣警察專科學校兩所，前者為四年制大學，是孕育警察 、移民、海巡、矯正、消防及情報幹部的學校；後者則為二年制專科學校，是培育基層警察、海巡及消防員的學校。社會人士報名警察特考合格者也須至警校受訓，合格後才會正式成為警察。其中二等、三等一般警察人員特考錄取生至中央警察大學受訓，四等一般警察人員特考錄取生則由台灣警察專科學校分配至保一總隊、保四總隊或保五總隊受訓，一般消防警察人員特考錄取生則至竹山消防訓練中心受訓。時間從十二個月至二十四個月不等。
在韓國，警察學校包括韓國警察大學、中央警察學校和警察教育院。前者招收高中畢業生，後二者招收高中或大學本科畢業生。當中警察大學擁有學士學位授予權，學制為4年制，另外學生需要在畢業後擔任警察一段時間，否則需要賠償給國家。
中國的警察学校分为公安警校和司法警校。大部分警校为大學或學院，即本科院校，但也有少数为高等職業學校。香港警察學院招收合資格的高中畢業生或大學本科畢業生。澳門保安部隊高等學校則面向中學六年級畢業生招生。另外，澳門司法警察局亦設司法警察學校，而治安警察局轄下也有警察學校。
日本的警察學校（日语：／ Keisatsugakkō）也可稱為「教場」，為短期培訓單位，是成為警察前的必經之路，高中畢業生可以報考，社會人士如果想轉職當警察者，也可以報考警校，培訓時間分為兩種類別，最終畢業學歷為高中學歷者、或二年制短期大學學歷者入學，培訓時間為10個月（普通組、特考組），大學學歷入學者（普通組、特考組）培訓時間為6個月（註：特考組為參加國家考試者、普通組為未參加國家考試者）。原則上，警察大學校（日语：警察大学校）負責高階警察的訓練，其餘級別的警察訓練基本上由所屬警察管區與地方都道府縣的警察學校負責。皇宮警察學校則負責訓練保護皇室人員的警察。
新加坡的警察訓練工作由內政群英學院（英語：Home Team Academy）負責，該學院同時訓練移民與關卡局及監獄署等部門的人員。馬來西亞的新入職警察訓練由馬來西亞警察訓練中心（英語：PULAPOL）負責，而高級警察訓練由馬來西亞吉隆坡皇家警察學院（英語：Royal Malaysian Police College Kuala Lumpur）負責。
英格蘭與威爾斯的警察訓練工作由警政學院（英語：College of Policing）負責。該學院設不同程度的警政課程，按申請人的教育程度分為大學預科畢業生管道或大學本科畢業生管道，學制為2到3年不等。蘇格蘭警察學院（英語：Scottish Police College）負責蘇格蘭的警察訓練。北愛爾蘭的警察訓練由警察學院（英語：Police College）負責。愛爾蘭共和國的警察學校稱為Garda Síochána College，即愛爾蘭警察學校之意，是該國唯一的警察學校。該校亦提供由利默里克大學認證的警政本科課程，屬當地資歷架構第7級。
美國的警察学院（英語：Police academy）教育等級與大學和學院同級。
在加拿大，有的省設有省級警察學校，如魁北克省國民警察學院（英語：Quebec National Police Academy）、沙省警察學院（英語：Saskatchewan Police College）、安大略省警察學院（英語：Ontario Police College）和卑詩省司法學院（英語：Justice Institute of British Columbia）轄下的警察學院（英語：Police Academy），有的省則沒有，如艾伯塔省和緬尼吐巴省。加拿大警察學院（英語：Canadian Police College）則負責高級和專門的警察訓練。
在澳洲，各州和領地均擁有自己的警察學校，如新南威爾斯州警察學院（英語：New South Wales Police College）、維多利亞州警察學院（英語：Victoria Police Academy）、昆士蘭州警察學院 （英語：Queensland Police Academy）、塔斯馬尼亞州警察學院 
、南澳州警察學院（英語：South Australia Police Academy）、北領地警察學院（英語：Northern Territory Police Academy）、 西澳州警察學院（英語：Western Australia Police Academy）。至於澳洲聯邦警察學院（英語：Australian Federal Police College）則負責訓練坎培拉警察和國家警察。
新西蘭的新西蘭皇家警察學院（英語：Royal New Zealand Police College）是該國唯一的警察學校。該學院每年招生6次。該學院的警察訓練為期16週，畢業學員即可成為警員，並設有兩年試用期。
俄羅斯的警察學校繼承了蘇聯時期的一些傳統，屬於大學的一種。
欧洲联盟在2000年成立了歐洲警察學院（今歐盟執法訓練機構），旨在提高歐盟各國執法人员的訓練水平。